# Idyllen
Idyllen, op. 95, är en vals av Johann Strauss den yngre. Den spelades första gången den 13 juni 1851 i Wien.

## Historia
Valsen komponerades för en sommarnattsfest planerad den 6 juni 1851. På grund av dåligt väder uppsköts konserten två gånger tills den slutligen ägde rum den 13 juni i Volksgarten i Wien. Verket mottogs entusiastiskt och måste upprepas tre gånger. Presstäckningen under de följande dagarna var också mycket bra. I den sista delen av valsen citerar Strauss folklåten "O Mädchen mein unter'm Hollerstock". I september var det tryckta verket den första Strauss-valsen som hans nya förläggare Carl Haslinger gav ut.

## Om valsen
Speltiden är ca 7 minuter och 18 sekunder plus minus några sekunder beroende på dirigentens musikaliska tolkning.

## Weblänkar
- Dynastin Strauss 1850 och 1851 med kommentarer om Idyllen.
- Idyllen i Naxos-utgåvan.